# Zakon
 Ovo je glavno značenje pojma Zakon. Za hrvatsku televizijsku seriju pogledajte Zakon!.
Zakon je normativni akt države koji po točno određenom postupku donosi zakonodavni organ, najčešće skupština (parlament). Zakon je nakon Ustava najviši i najvažniji pravni akt i svi drugi pravni akti u državi moraju biti s njime u skladu.

## Povijest
Jedan od najstarijih nama poznatih zakonika je Hamurabijev zakonik, sastavljen prije gotovo 4000 godina i nazvan prema tadašnjem kralju Babilona. Njegovi su se zakoni temeljili na još starijim zakonima, a najviše je prostora posvećeno imovinskom pravu i kaznama predviđenim za kaznene djela kao što su krađa i ubojstvo.
U 6. stoljeću desetak učenjaka je po naredbi bizantskog cara Justinijana sastavilo Justinijanov zakonik u kojem su uredili sve dotad dostupne rimske zakone.

## Vrste zakona
Postoje tri osnovne vrste zakona:
- kazneni zakon bavi se kažnjavanjem ljudi koji su počinili zločin
- građanski zakon bavi se slučajevima vezanim za ugrožavanje nečijih prava, ponajprije imovinskih, npr. ako jedna osoba prekrši ugovor koji je potpisala s drugom osobom, može biti tužena za nadoknadu štete
- međunarodno javno pravo regulira međusobne odnose država. Međunarodno je pravo dijelom određeno sporazumima, konvencijama i deklaracijama. odrednice međunarodnog prava vezane su za višestoljetne običaje.

Osim osnovnih postoje i ovi zakoni:
- obiteljski zakon regulira odnose između bračnih parova, roditelja i djece te među obiteljima
- vjerski zakon regulira odnose pojedinca s obitelji, susjedima, državom, a upravlja i osobnim odnosima s Bogom. Često se, osobito u islamskim zemljama, državni zakon temelji na vjerskom.